# Gothaer Kinderchor
Der Gothaer Kinderchor in Thüringen erwuchs aus einem 1970 von Klaus Hähnel gegründeten Schulchor und ist seit 1978 offen für Kinder. Mit dem 2. Preis und das Prädikat „hervorragend“ beim 5. Deutschen Chorwettbewerb in Regensburg 1998 konnten national, aber auch international (wie z. B. zweimal „1. Preis cum laude“ in Belgien) Erfolge erzielt werden.

## Ausbildung
Im Vorbereitungschor sammeln die kleinen Sänger ein oder zwei Jahre lang Erfahrungen und erhalten eine Ausbildung in Stimmpflege, Notenlehre und Chorpraxis. Danach werden sie zunächst für ein Jahr auf Probe in den Kinderchor übernommen und sammeln erste Konzerterfahrungen, bis sie nach der traditionellen „Chor-Taufe“ in den Gesamtchor übernommen werden. Seit 2007 gibt es zusätzlich die Ebene des Vorchores für Kinder ab der ersten Klasse. Sie werden dabei an musikalisches Verständnis und strukturierte Chorarbeit herangeführt.

## Konzerte/Reisen
Der Chor unternimmt mehrfach im Jahr Konzertreisen zu anderen Chören oder zu Festivals. Einige dieser Veranstaltungsorte waren Konzerte in Nürnberg, Frankfurt, Bremen, Fulda, Würzburg, Wolfenbüttel, Marburg, Wuppertal, Gera, Eisenach (Palais auf der Wartburg und Georgenkirche) und im Leipziger Gewandhaus.
Mindestens einmal jährlich unternimmt der Chor Reisen ins Ausland, so nach Belgien, USA, Frankreich, Österreich, Rumänien, Polen, Ungarn, Tschechien und die Slowakei.

## Repertoire
Das Repertoire des Gothaer Kinderchores umfasst Werke von Komponisten aus verschiedenen Epochen, Lieder verschiedener Völker und Länder, zeitgenössische Kinderchorkompositionen und populäre Lieder sowohl a cappella als auch mit Begleitung, meist Klavier.
Unter der Leitung von Klaus Hähnel war für den Gothaer Kinderchor eine enge Zusammenarbeit mit zeitgenössischen Kinderchorkomponisten charakteristisch. So schrieben u. a. Gunther Erdmann († 1996), Siegfried Stolte († 1991), Rainer Lischka (* 1942), Jürgen Golle (* 1942) und Marliese Zeiner (* 1944) Kompositionen für den Gothaer Kinderchor.
Seit Oktober 2004 liegt die Leitung in den Händen von Susanne Polcuch. Seither etablierte sich der Chor wieder als Kinderchor im eigentlichen Sinne (Altersstufen 9 bis 16 Jahre).